# Дульная энергия
Дульная энергия — начальная кинетическая энергия пули, измеренная на дистанции не более 1 метра от дульного среза ствола.
Рассчитывается по формуле:
{\displaystyle E={\frac {mv^{2}}{2}},}
где {\displaystyle m} — масса пули, а {\displaystyle v} — начальная скорость пули.
С расстоянием скорость, а следовательно и кинетическая энергия пули уменьшается под воздействием сопротивления воздуха. Степень этого уменьшения определяется баллистическим коэффициентом пули.  
В системе СИ масса берётся в килограммах, а скорость — в метрах в секунду, в результате получим энергию в джоулях.
В других системах единиц следует преобразовывать величины соответственно — например,
E — энергия (в фут-фунтах)
v — скорость (футов в секунду)
m — масса (в фунтах)

## Обычные величины энергии для различных видов оружия
| Оружие                | Калибр             | Кинетическая энергия | Кинетическая энергия |
| Оружие                | Калибр             | ft·lbf (фут-фунты)   | Дж (Джоули)          |
| --------------------- | ------------------ | -------------------- | -------------------- |
| Пневматическое оружие | .177               | 15                   | 20                   |
| Малокалиберный патрон | .22LR              | 120                  | 160                  |
| Пистолетный патрон    | 9×19 мм Парабеллум | 390                  | 520                  |
| Промежуточный патрон  | 5,56×45 мм         | 1350                 | 1800                 |
| Промежуточный патрон  | 7,62×39 мм         | 1550                 | 2100                 |
| Пуля Бреннеке         | 12                 | 2000                 | 2700                 |

## Характеристики патрона7,62×54 мм R
Огонь по воздушным целям ведётся на расстояния до 500 м. Дульная энергия пули — 329 кГм (1 кГм = 9,80665 Дж. Длина ствола: 605 мм). Пуля сохраняет своё убойное действие на всей дальности полёта (до 3800 м).
Показатели суммарного рассеивания пуль со стальным сердечником при стрельбе очередями из приведённых к нормальному бою СГ-43 и СГМ:
| Дальность стрельбы, м | Срединные отклонения по высоте, см | Срединные отклонения по ширине, см | Энергия пули, кГм |
| 100                   | 6                                  | 5                                  | 296               |
| 200                   | 12                                 | 10                                 | 243               |
| 300                   | 18                                 | 15                                 | 198               |
| 400                   | 23                                 | 20                                 | 159               |
| 500                   | 29                                 | 25                                 | 127               |
| 600                   | 35                                 | 29                                 | 101               |
| 700                   | 41                                 | 34                                 | 80                |
| 800                   | 47                                 | 39                                 | 64                |
| 900                   | 54                                 | 44                                 | 53                |
| 1000                  | 62                                 | 49                                 | 46                |
| 1100                  | 70                                 | 54                                 | 41                |
| 1200                  | 80                                 | 59                                 | 37                |
| 1300                  | 90                                 | 64                                 | 34                |
| 1400                  | 102                                | 69                                 | 31                |
| 1500                  | 115                                | 75                                 | 28                |
| 1600                  | 130                                | 82                                 | 25                |
| 1700                  | 149                                | 88                                 | 21                |
| 1800                  | 179                                | 94                                 | 17                |
| 1900                  | 202                                | 102                                | 14                |
| 2000                  | 234                                | 109                                | 10                |

Где срединное отклонение — половина ширины центральной полосы рассеивания, вмещающей 50 % всех попаданий.

## В законодательстве
Величина дульной энергии используется (наряду с другими характеристиками) для законодательного регулирования оборота оружия.

### Россия
В Федеральном законе «Об оружии» указано, что пневматическое оружие с дульной энергией до 3 Дж не требует регистрации и не считается собственно оружием.